# Tatiana Maslany
Tatiana Maslany (Regina, 1985. szeptember 22. –) Primetime Emmy-díjas kanadai színésznő. 
Több kanadai, brit és amerikai sorozatban játszott. A Sötét árvák-ban nyújtott alakításáért 2013-ban elnyerte a legjobb drámai színésznőnek járó díjat a Critics' Choice Television Awardon. 2016-ban a legjobb női főszereplőnek járó Primetime Emmy-díjat vehette át.

## Fiatalkora
A kanadai Regina városában született. Édesanyja tolmács, édesapja asztalos, két öccse van. Maslany ukrán, lengyel, német, osztrák és román felmenőkkel rendelkezik. Négyéves korától táncol, kilencéves kora óta színészkedik.

## Magánélete
Párja Tom Cullen walesi színész.

## Filmográfia

### Film
| Év   | Magyar cím                             | Eredeti cím                      | Szerep                       | Magyar hang        |
| ---- | -------------------------------------- | -------------------------------- | ---------------------------- | ------------------ |
| 1999 |                                        | Subterranean Passage             | hang                         |                    |
| 2004 | Vérszomj 2. – Elszabadulva             | Ginger Snaps 2: Unleashed        | szellem                      | Molnár Ilona       |
| 2007 | A Hírnök                               | The Messengers                   | Lindsay Rollins              |                    |
| 2007 | Eastern Promises – Gyilkos ígéretek    | Eastern Promises                 | Tatiana (hangja)             |                    |
| 2007 | Holtak naplója                         | Diary of the Dead                | Mary Dexter                  |                    |
| 2007 |                                        | Late Fragment                    | India                        |                    |
| 2008 | Isteni szikra                          | Flash of Genius                  | Kathy idősebb korában        |                    |
| 2009 | Defendor – A véderő                    | Defendor                         | Olga                         |                    |
| 2009 |                                        | Grown Up Movie Star              | Ruby                         |                    |
| 2009 | Bedrótozva                             | Hardwired                        | Vörös punk                   |                    |
| 2010 |                                        | In Redemption                    | Margaret                     |                    |
| 2010 |                                        | Toilet                           | Lisa                         |                    |
| 2011 | A jogosult                             | The Entitled                     | Jenna                        |                    |
| 2011 | Violet és Daisy                        | Violet & Daisy                   | April                        | Kardos Eszter      |
| 2012 | Fogadom                                | The Vow                          | Lily                         | Bánfalvi Eszter    |
| 2012 |                                        | Picture Day                      | Claire                       |                    |
| 2012 |                                        | Blood Pressure                   | Kat                          |                    |
| 2014 | Cas és Dylan                           | Cas and Dylan                    | Dylan Morgan                 | Berkes Boglárka    |
| 2015 | Hölgy aranyban                         | Woman in Gold                    | Maria Altmann fiatalon       | Laudon Andrea      |
| 2016 | A másik fél                            | The Other Half                   | Emily                        |                    |
| 2016 |                                        | Two Lovers and a Bear            | Lucy                         |                    |
| 2017 | Bostoni erő                            | Stronger                         | Erin Hurley                  | Bogdányi Titanilla |
| 2017 | Bostoni erő                            | Stronger                         | Erin Hurley                  | Sallai Nóra        |
| 2017 |                                        | Souls of Totality                | Lady 18                      |                    |
| 2018 | Pusztító                               | Meet Cute                        | Petra                        | Bognár Anna        |
| 2018 | Pusztító                               | Meet Cute                        | Petra                        | Nemes Takách Kata  |
| 2019 |                                        | Pink Wall                        | Jenna Delaney                |                    |
| 2021 | Trollvadászok: A titánok felemelkedése | Trollhunters: Rise of the Titans | Aja Tarron királynő (hangja) |                    |
| 2023 |                                        | Butterfly Tale                   | Jennifer (hangja)            |                    |
| 2025 | A majom                                | The Monkey                       | Lois Shelburn                | Földes Eszter      |

### Televízió
| Év         | Magyar cím                        | Eredeti cím                     | Szerep                                                                                      | Megjegyzések                                |
| ---------- | --------------------------------- | ------------------------------- | ------------------------------------------------------------------------------------------- | ------------------------------------------- |
| 1997, 2002 |                                   | Incredible Story Studios        | több szereplő                                                                               | 2 epizód                                    |
| 2002–2003  |                                   | 2030 CE                         | Rome Greyson                                                                                | főszereplő                                  |
| 2004–2006  |                                   | Renegadepress.com               | Melanie                                                                                     | 4 epizód                                    |
| 2005       | Minden rendben lesz               | Dawn Anna                       | Lauren "Lulu" Dawn Townsend 12 évesen                                                       | tévéfilm                                    |
| 2006       | Booky híres lesz                  | Booky Makes Her Mark            | Beatrice "Booky" Thomson                                                                    | tévéfilm                                    |
| 2006       |                                   | Prairie Giant                   | Tommy orvosának recepciósa                                                                  | 2 epizód                                    |
| 2006       | Csapdában                         | Trapped!                        | Gwen                                                                                        | tévéfilm                                    |
| 2007       |                                   | Redemption SK                   | Margaret                                                                                    | minisorozat                                 |
| 2007       | Rabló menyasszony                 | The Robber Bride                | Augusta                                                                                     | tévéfilm                                    |
| 2007       |                                   | Sabbatical                      | Gwyneth Marlowe                                                                             | tévéfilm                                    |
| 2007       | Hetedik érzék – Harc a démonokkal | Stir of Echoes: The Homecoming  | Sammi                                                                                       | tévéfilm                                    |
| 2008       |                                   | Flashpoint                      | Penny                                                                                       | 1 epizód                                    |
| 2008       |                                   | Instant Star                    | Zeppelin Dyer                                                                               | mellékszereplő                              |
| 2008       | Régimódi hálaadás                 | An Old Fashioned Thanksgiving   | Mathilda Bassett                                                                            | tévéfilm magyar hangja Bogdányi Titanilla   |
| 2008       | Kiskirályok                       | Would Be Kings                  | Reese                                                                                       | 2 epizód                                    |
| 2008–2010  | Heartland                         | Heartland                       | Kit Bailey                                                                                  | mellékszereplő                              |
| 2009       | Hetedik érzék                     | The Listener                    | Hannah Simmons                                                                              | 1 epizód                                    |
| 2009–2011  | Erica világa                      | Being Erica                     | Sarah Wexler                                                                                | 4 epizód                                    |
| 2010       |                                   | Bloodletting & Miraculous Cures | Janice                                                                                      | 1 epizód                                    |
| 2010       |                                   | Cra$h & Burn                    | Lindsay                                                                                     | 1 epizód                                    |
| 2010       |                                   | The Nativity                    | Mary                                                                                        | 2 epizód                                    |
| 2011       | Alfák                             | Alphas                          | Tracy Beaumont                                                                              | 1 epizód                                    |
| 2011       | Biztos zsákmány                   | Certain Prey                    | Clara Rinker                                                                                | tévéfilm                                    |
| 2012       | Az idők végezetéig                | World Without End               | Mair nővére                                                                                 | mellékszereplő magyar hangja Vadász Bea     |
| 2013       |                                   | Cracked                         | Haley Coturno / Isabel Ann Fergus                                                           | 1 epizód                                    |
| 2013       | Városfejlesztési osztály          | Parks and Recreation            | Nadia Stasky                                                                                | 2 epizód                                    |
| 2013–2014  |                                   | Captain Canuck                  | Redcoat (hang)                                                                              | 4 epizód                                    |
| 2013–2017  | Sötét árvák                       | Orphan Black                    | Sarah Manning / Elizabeth Childs / Alison Hendrix / Cosima Niehaus / Helena / Rachel Duncan | főszereplő magyar hangja Bogdányi Titanilla |
| 2015       | BoJack Horseman                   | BoJack Horseman                 | Mia McKibbin (hangja)                                                                       | 1 epizód                                    |
| 2016       | Robotcsirke                       | Robot Chicken                   | Barbie (hangja)                                                                             | 1 epizód                                    |
| 2018       |                                   | Animals                         | Sherman (hangja)                                                                            | 1 epizód                                    |
| 2018       |                                   | Drunk History                   | Emmeline Pankhurst                                                                          | 1 epizód                                    |
| 2018       | Trollvadászok                     | Trollhunters: Tales of Arcadia  | Aja Tarron (hangja)                                                                         | 2 epizód magyar hangja Magyar Viktória      |
| 2018–2019  | Hárman a Földön: Arcadia meséi    | 3Below: Tales of Arcadia        | Aja Tarron (hangja)                                                                         | főszereplő                                  |
| 2020       | Perry Mason                       | Perry Mason                     | Alice McKeegan                                                                              | főszereplő magyar hangja Bogdányi Titanilla |
| 2021       |                                   | The Harper House                | Ollie Harper (hangja)                                                                       | főszereplő                                  |
| 2022       |                                   | Bite Size Halloween             | Dana Calgras                                                                                | 1 epizód                                    |
| 2022       | Amazon: Ügyvéd                    | She-Hulk: Attorney at Law       | Jennifer Walters / Amazon                                                                   | főszereplő magyar hangja Dobó Enikő         |
| 2022       | Marvel Studios: Betekintés        | Marvel Studios: Assembled       | önmaga                                                                                      | 1 epizód                                    |
| 2023       | Legyőzhetetlen                    | Invincible                      | Gyik királynő / Aquaria királynő (hangja)                                                   | 2 epizód                                    |